# Ferrovia Bologna-Verona
La ferrovia Bologna-Verona è una linea ferroviaria italiana di proprietà statale che collega Verona a Bologna. È considerata un importante asse della rete ferroviaria italiana, in quanto unisce la ferrovia del Brennero alla Firenze-Bologna e quindi a Roma.
La gestione degli impianti e delle infrastrutture ferroviarie è affidata a RFI S.p.A, società del gruppo Ferrovie dello Stato, che la qualifica come linea fondamentale.
Dopo essere stata a singolo binario per gran parte del suo percorso e per quasi tutto l'arco della sua storia, negli ultimi anni è stata soggetta a un progetto di raddoppio che è stato completato il 26 luglio 2009, con l'apertura del secondo binario fra il posto di comunicazione Ostiglia Nord e la stazione di Poggio Rusco.
La linea è parte dell'"Asse ferroviario 1" della Rete ferroviaria convenzionale trans-europea TEN-T.

## Storia

### Il progetto e la costruzione da Bologna a Poggio Rusco
| Tratta                               | Inaugurazione    |
| ------------------------------------ | ---------------- |
| Verona Porta Nuova–Bivio Santa Lucia | 8 aprile 1851    |
| Bologna–Persiceto                    | 7 aprile 1887    |
| Persiceto–Crevalcore                 | 9 giugno 1888    |
| Crevalcore–San Felice                | 20 ottobre 1889  |
| San Felice–Poggio Rusco              | 20 gennaio 1902  |
| Poggio Rusco–Revere                  | 23 luglio 1909   |
| Revere–Ostiglia                      | 26 novembre 1911 |
| Ostiglia–Nogara                      | 1º ottobre 1912  |
| Nogara–Isola della Scala             | 31 maggio 1914   |
| Isola della Scala–Bivio Santa Lucia  | 1º febbraio 1924 |

La linea ferroviaria fu progettata alla fine degli anni settanta del XIX secolo per sopperire all'esigenza di un nuovo asse di collegamento fra Verona e Bologna che sostituisse quello passante per Mantova e Modena, completato nel 1875. Il progetto fu inserito nella lista delle ferrovie di terza categoria della Legge Baccarini. La ferrovia sarebbe stata costruita dalla Società Italiana per le strade ferrate meridionali per conto dello Stato, mentre le province attraversate avrebbero contribuito in misura del 20 per cento delle spese di costruzione.
In origine la ferrovia avrebbe dovuto essere costruita interamente a doppio binario e come tale fu costruita tra Tavernelle d'Emilia e Bologna. Le difficoltà relative alla costruzione del rilevato nei pressi di San Felice sul Panaro e la presenza di numerose falde acquifere lungo il percorso, che rendevano instabili i terreni sopra i quali doveva passare la linea, spinsero a proseguire con un singolo binario. Il tronco tra il comune modenese e la città felsinea fu aperto tra il 1887 e il 1889.
Negli stessi anni, il tronco fra San Felice e la stazione di Verona Porta Nuova fu oggetto di aspre polemiche. Il progetto originario degli ingegneri Minarelli e Protche, approvato in sede legislativa, prevedeva il passaggio a Poggio Rusco, tuttavia il comune di Mirandola appoggiava la variante proposta dall'ingegner Gabelli, che deviava la linea per avvicinarla alla cittadina modenese, e fece ricorso al Re. Solo nel maggio 1887 si confermò definitivamente il progetto Protche-Minarelli. In conseguenza di ciò, la società costruttrice della ferrovia Suzzara-Ferrara varò in poche settimane una variante di progetto che permetteva alla sua linea ferroviaria di congiungersi alla Verona-Bologna presso il futuro scalo nella cittadina mantovana. La stazione di Poggio Rusco fu così costruita e aperta il 1º luglio 1888, prima ancora che partissero i lavori da San Felice, a servizio esclusivo della linea ferroviaria concessa.
A seguito della crisi finanziaria degli anni novanta i lavori proseguirono a rilento e Poggio Rusco fu raggiunta nel 1902. Il nuovo tronco fu aperto direttamente in trazione elettrica, sebbene ad accumulatori. Infatti dal 1º maggio 1901 la Società Meridionale iniziò a sperimentare questo tipo di trazione sulla San Felice-Bologna, estendendola anche al nuovo tratto quando fu aperto all'esercizio. Furono impiegate quattro automotrici di costruzione Diatto con due motori elettrici Ganz da 30 kW, dotate di 52 posti a sedere. Furono classificate RA 001-004 e raggiungevano la velocità di 60 km/h. La sperimentazione ebbe termine nel 1903.

### La costruzione da Poggio Rusco a Verona

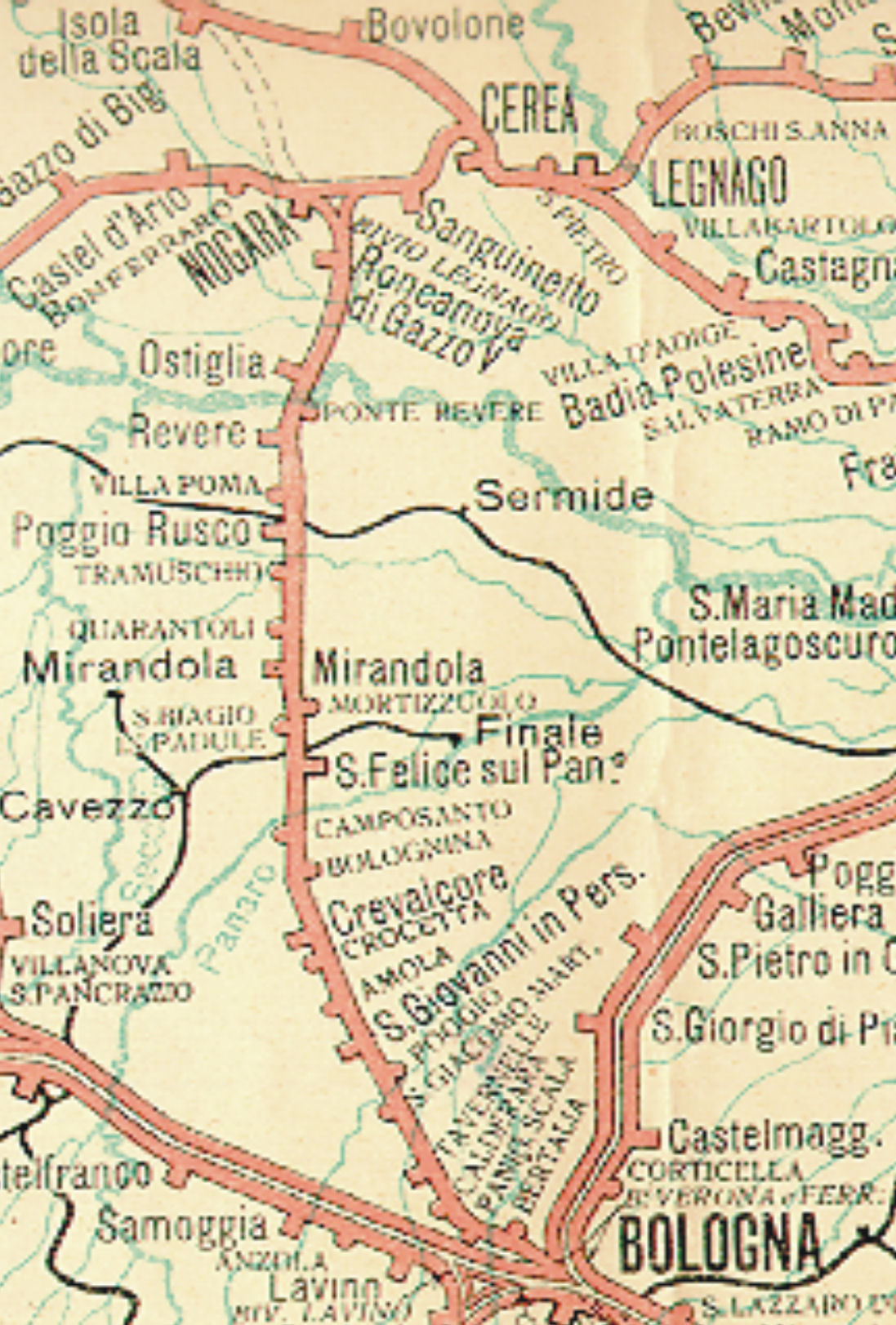
La Nogara-Bologna, circa 1912

Dopo il 1905 la linea passò sotto l'amministrazione delle Ferrovie dello Stato. La costruzione continuò a procedere a rilento: Revere Scalo fu raggiunta il 23 luglio 1909, mentre il ponte sul Po e la stazione di Ostiglia furono aperti il 26 novembre 1911.
Nogara fu raggiunta il 1º ottobre 1912 e fu dotata di una stazione autonoma da quella già presente sulla ferrovia Mantova-Monselice. Le due stazioni erano collegate tra loro da un binario di raccordo, denominato Bivio Cerea-Bivio Nogara, e convissero fino a quando non fu aperta la variante di tracciato della Mantova-Monselice.
Il 31 maggio 1914 fu aperto il tronco Nogara-Isola della Scala, dove la nuova linea si congiungeva con la Verona-Rovigo. In questo caso la nuova stazione sostituì la precedente sull'altra linea, dato che lo stesso giorno fu aperta una nuova variante di tracciato che allungava il percorso fra Dossobuono e Cerea.
Il 1º febbraio 1924 s'inaugurò il tratto fra Isola della Scala e Bivio Santa Lucia, la località di servizio dove avveniva la separazione fra la linea per Mantova e quella per Verona. Dopo più di quarant'anni dal suo primo progetto, la Verona-Bologna giunse a compimento.

### Il raddoppio
Negli anni settanta del XX secolo si ristrutturò completamente il nodo di Verona, con l'apertura del Bivio San Massimo, lo spostamento del Bivio Santa Lucia a ovest della vecchia posizione e il raddoppio del tronco dal nuovo Bivio a Verona Ca' di David.
I lavori per il raddoppio da Ca' di David a Tavernelle d'Emilia si concretizzarono solo nei primi anni novanta, dopo anni di discussioni e di proposte, quando furono aperti i primi cantieri presso Tavernelle, Ostiglia e Buttapietra. Il progetto approvato era teso a ricostruire in variante a doppio binario buona parte del percorso. A causa del fallimento delle aziende di costruzione, i lavori rimasero fermi per diversi anni: il primo tratto aperto con la nuova struttura fu il Ca' di David-Nogara nel 2002. 
Il 7 gennaio 2005 avvenne un grave incidente ferroviario al punto di incrocio Bolognina, presso Crevalcore, in cui un treno passeggeri e un treno merci, a causa del mancato rispetto delle segnalazioni da parte dei conducenti del treno passeggeri, si scontrarono frontalmente provocando 17 vittime. A seguito della tragedia, la tabella di marcia dei lavori di raddoppio fu accelerata. Il 7 ottobre fu la volta del tronco Tavernelle Emilia-Persiceto Nord, mentre il tratto fino a Crevalcore fu aperto il 31 ottobre 2006. Il resto del tracciato è stato completato tra il 2007 e il 2008. San Felice sul Panaro fu raggiunta dal doppio binario il 31 marzo 2007, mentre il tronco Poggio Rusco-San Felice è stato aperto il 26 ottobre 2008. 
Il nuovo tracciato tra Nogara e Poggio Rusco è stato aperto il 14 dicembre 2008, sebbene la parte del percorso tra il posto di comunicazione Ostiglia Nord e la stazione di Poggio Rusco sia rimasta in esercizio a un solo binario per qualche tempo. L'apertura di questo breve tratto è avvenuta il 26 luglio 2009, mentre il vecchio tronco Nogara-Ostiglia-Poggio Rusco è stato parzialmente dismesso rimanendo attivo in regime di raccordo tra Revere Scalo e Poggio Rusco.

#### Cronologia degli interventi di raddoppio
- maggio 2002: Nogara–Ca’ di David
- ottobre 2005: P.P. Persiceto Nord-P.M. Tavernelle[15]
- settembre 2006: San Giovanni in Persiceto–Crevalcore
- marzo 2007: Crevalcore–San Felice sul Panaro
- settembre 2008: Nuovo PRG delle stazioni di Nogara e di Isola della Scala
- 26 ottobre 2008: San Felice sul Panaro-Poggio Rusco
- dicembre 2008: Poggio Rusco–Nogara binario dispari e nuovo ponte sul Po
- luglio 2009: Poggio Rusco–Nogara binario pari, con attivazione nuovo ponte sul Po

### Recupero dell'ex sedime: la Ciclovia del sole
La città metropolitana di Bologna ha avviato il progetto di recupero dell'ex sedime ferroviario dell'intero tratto emiliano del vecchio tracciato a binario singolo, al fine di realizzare una pista ciclabile di 36 km da Tramuschio a Osteria Nuova, parte integrante del corridoio EuroVelo 7. Il progetto di recupero prevede il suo completamento entro il dicembre 2019, con un costo preventivato di cinque milioni di euro.

## Caratteristiche

### Armamento e trazione
Oggi la ferrovia è una linea interamente a doppio binario banalizzato  esercita con il regime del Blocco elettrico automatico a correnti codificate a più di 4 codici. L'ultimo tratto rimasto per anni col Blocco elettrico conta-assi, tra Nogara e Poggio Rusco, è stato potenziato il 14 dicembre 2024 quando è stato attivato il BAcc permettendo di elevarne la velocità da 150 a 195 km/h e uniformandosi col resto della linea.
È armata con rotaie Vignoles da 60 UNI poggianti su traversine in calcestruzzo armato precompresso.
A lato della linea è ancora visibile l'originario tracciato a binario singolo.
Entrambi i binari sono elettrificati a corrente continua alla tensione di 3000 V.

### Esercizio
L'intera linea, ad eccezione della località di Poggio Rusco che è presenziata da DM, è regolata in telecomando attraverso le specifiche del Sistema di Comando e Controllo (SCC) dal Dirigente Centrale Operativo (DCO), la cui sede è posta nella stazione veronese per quanto riguarda il tratto Verona-Poggio Rusco mentre in quella bolognese per quanto riguarda il tratto Poggio Rusco-Bologna.
Poggio Rusco funge da stazione capotronco fra i compartimenti di Bologna e di Verona, ruolo ricoperto dalla stazione di Ostiglia fino al suo spostamento e alla sua tramutazione in fermata.

### Percorso
| Continuation backward |

|  | Unknown route-map component "KRWgl" | Unknown route-map component "KRW+r" |

|  | Station on track | Non-passenger station/depot on track |

| Unknown route-map component "STR+l" | Unknown route-map component "dSTRq" + Unknown route-map component "dBS2c2" | Unknown route-map component "BS2lr" + Unknown route-map component "ABZgr" | Unknown route-map component "SHI2gr" | Unknown route-map component "d" |

| Unknown route-map component "dCONTgq" | Unknown route-map component "dABZqr+r" | Unknown route-map component "dSTR+r" | Unknown route-map component "vSTR" | Unknown route-map component "vSHI2g+l-" |  |

| Unknown route-map component "dCONTgq" | Unknown route-map component "dABZqr+r" | Unknown route-map component "dKRZu" | Unknown route-map component "dSTRr" | Unknown route-map component "vÜSTr" | Unknown route-map component "d" |  |

| Unknown route-map component "BS2c1" | One way leftward + Unknown route-map component "STRl+4h" | Unknown route-map component "ABZg+r" + Unknown route-map component "STR~L" | Unknown route-map component "STR~R" |  |

| Unknown route-map component "vSHI4+l-" | Unknown route-map component "vSHI4r-" + Unknown route-map component "vSHI2g+l-" | Unknown route-map component "d" |

| Unknown route-map component "SKRZ-Au" | Unknown route-map component "SKRZ-Au" |  |

| Unknown route-map component "CONTgq" | Unknown route-map component "xABZgr" | Straight track |  |  |

| Unknown route-map component "exLSTR" | Unknown route-map component "eDST" |  |

| Unknown route-map component "exLSTR" | Station on track |  |

| Unknown route-map component "exLSTR" | Unknown route-map component "eDST" |  |

| Unknown route-map component "exSTRl" + Unknown route-map component "exSTR2" | Unknown route-map component "eKRZ" + Unknown route-map component "exSTRc3" | Unknown route-map component "exLSTR+r" |

| Unknown route-map component "exSTRc1" | Unknown route-map component "eABZg+4" | Unknown route-map component "exLSTR" |

|  | Station on track | Unknown route-map component "exLSTR" |

|  |  | Unknown route-map component "ABZgl" | Unknown route-map component "eABZql" | Unknown route-map component "CONTfq" |

| Unknown route-map component "eBHF" |

| Unknown route-map component "CONTgq" | Unknown route-map component "xkABZq2" | Unknown route-map component "eKRZ+k3" | Unknown route-map component "exLSTR+r" |  |

|  | Unknown route-map component "kABZg+4" | Unknown route-map component "exLSTR" |

|  | Station on track | Unknown route-map component "exLSTR" |

|  |  | Unknown route-map component "ABZgl+xl" | Unknown route-map component "eABZql" | Unknown route-map component "CONTfq" |

| Unknown route-map component "eHST" |

| Unknown route-map component "STR+GRZq" |

|  | Unknown route-map component "xKRWgl" | Unknown route-map component "KRW+r" |

|  | Unknown route-map component "exDST" | Straight track |

|  | Unknown route-map component "exSTR" | Track change |

|  |  | Unknown route-map component "exABZg+l" | Unknown route-map component "eKRZ" | Unknown route-map component "exCONTfq" |

|  | Unknown route-map component "exSTR" | Stop on track |

| Unknown route-map component "uexCONTgq" | Unknown route-map component "uexKBHFeq" | Unknown route-map component "exBHF" | Straight track |  |

| Transverse water | Unknown route-map component "exdWBRÜCKE" | Unknown route-map component "vWASSER+r-" + Unknown route-map component "v-STR" |

|  | Unknown route-map component "d" | Unknown route-map component "v-WASSERl" + Unknown route-map component "exvSTR-" | Unknown route-map component "dWBRÜCKEa" | Unknown route-map component "dWASSERq" |

|  | Unknown route-map component "exvSTR-" | Unknown route-map component "hdSTRe" |

|  | Unknown route-map component "exHST" | Straight track |

|  |  | Unknown route-map component "xABZg+l" | Unknown route-map component "KRZo" | Unknown route-map component "CONTfq" |

|  | Unknown route-map component "dDST" | Unknown route-map component "v-SHI2r" |

| Unknown route-map component "d" | Unknown route-map component "veHST-STR" |

| Unknown route-map component "CONTgq" | Unknown route-map component "edABZq+r" | Unknown route-map component "vABZg+r-STR" |  |

| Unknown route-map component "exdSHI2l" | Unknown route-map component "dSHI2g+lxr" | Unknown route-map component "dSHI2r" |

| Station on track |

|  | Unknown route-map component "ABZgl" | Unknown route-map component "CONTfq" |

| Unknown route-map component "STR+GRZq" |

| Unknown route-map component "eHST" |

| Unknown route-map component "eHST" |

| Unknown route-map component "uexCONTgq" | Unknown route-map component "uexKBHFeq" | Unknown route-map component "HSTeBHF" |  |  |

| Unknown route-map component "exLCONTgq" | Unknown route-map component "eABZgr" |  |

| Unknown route-map component "eHST" |

| Unknown route-map component "eHST" |

| Unknown route-map component "exCONTgq" | Unknown route-map component "exkABZq2" | Unknown route-map component "eKRZ+xk3" | Unknown route-map component "exCONTfq" |  |

| Unknown route-map component "ekABZg+4" |

| Station on track |

| Stop on track |

| Unknown route-map component "hKRZWae" |

| Unknown route-map component "eHST" |

| Unknown route-map component "eBHF" |

| Unknown route-map component "exCONTgq" | Unknown route-map component "eABZg+r" |  |

| Station on track |

|  |  | Unknown route-map component "eABZgl" | Unknown route-map component "exABZq+l" | Unknown route-map component "exCONTfq" |

|  | Unknown route-map component "eHST" | Unknown route-map component "exLSTR" |

|  | Unknown route-map component "eDST" | Unknown route-map component "exLSTR" |

|  | Track change | Unknown route-map component "exLSTR" |

|  | Unknown route-map component "eKRWg+l" | Unknown route-map component "exLKRWr" |

| Unknown route-map component "HSTeBHF" |

| Unknown route-map component "KRW+l" | Unknown route-map component "xKRWgr" |  |

| Straight track | Unknown route-map component "exHST" |  |

| Straight track | Unknown route-map component "exHST" |  |

| Straight track | Unknown route-map component "exBHF" |  |

| Stop on track | Unknown route-map component "exSTR" |  |

| Unknown route-map component "KRWl" | Unknown route-map component "xKRWg+r" |  |

| Non-passenger station/depot on track |

|  | Unknown route-map component "ABZgl" | Unknown route-map component "CONTfq" |

| Stop on track |

| Unknown route-map component "tCONTgq" | Unknown route-map component "KRZt" | Unknown route-map component "tCONTfq" |

| Unknown route-map component "eHST" |

| Unknown route-map component "eHST" |

| Unknown route-map component "CONTgq" | Unknown route-map component "ABZg+lr" | Unknown route-map component "CONTfq" |

| Non-passenger station/depot on track |

|  | Unknown route-map component "ABZgl" | Unknown route-map component "CONTfq" |

| Unknown route-map component "hKRZWae" |

|  | Unknown route-map component "ABZg+l" | Unknown route-map component "CONTfq" |

| Station on track |

| Unknown route-map component "CONTgq" | Unknown route-map component "ABZgr" |  |

|  | Continuation forward |

La linea ferroviaria si snoda nei territori delle provincie di Verona, Mantova, Modena e Bologna.
Partendo dalla stazione di Verona Porta Nuova, dove s'incrocia con la linea proveniente da Innsbruck e con la Milano-Venezia, la ferrovia percorre il doppio binario che la porta al Bivio/P.C. Santa Lucia. Presso questa località di servizio, un tempo denominata Bivio Santa Lucia, si incrociano diverse linee:
- quella proveniente dal Bivio/P.C. San Massimo, che permette alla ferrovia del Brennero di immettersi sulla Verona-Bologna aggirando la stazione veronese;
- quella proveniente dal Bivio/P.C. Fenilone, che consente ai convogli della Milano-Venezia di non passare per il nodo veronese e dal Quadrante Europa;
- quella proveniente dallo scalo di smistamento di Verona Porta Nuova;
- quella destinata a Mantova e Modena (la Verona-Mantova-Modena).

Dopo il Bivio Santa Lucia la ferrovia percorre un lungo rettilineo che porta alla cittadina veronese d'Isola della Scala. Lungo questo tratto si trovano la stazione di Buttapietra e la vecchia fermata di Verona Ca di David. Quest'ultima non è attiva per il servizio viaggiatori dall'apertura del nuovo raddoppio ed è stata tramutata in Posto di Comunicazione, ovvero in una località di servizio dove si trovano gli scambi per consentire ai treni il passaggio dal binario di sinistra a quello di destra in caso di necessità.
Presso la stazione di Isola della Scala avveniva l'incrocio con la ferrovia Verona-Rovigo: dal 1985 è funzionante solo la linea per Cerea, mentre quella per Dossobuono è dismessa e parzialmente disarmata.
La ferrovia, quindi, prosegue verso i centri di Nogara, dove avviene l'intersezione con la Mantova – Monselice, di Ostiglia e di Poggio Rusco. Presso la cittadina mantovana in riva al Po il nuovo tracciato effettua una deviazione considerevole rispetto a quello vecchio. Quest'ultimo passava anche nei pressi di Revere, paese servito un tempo sia da una fermata ferroviaria sia da uno scalo di smistamento, denominato Revere Scalo. Nel nuovo tracciato, invece, si è eliminata la curva di Revere, allontanando la strada ferrata per entrambe le località mantovane. La stazione di Ostiglia, dalla quale un tempo si diramava la ferrovia per Legnago e Treviso e che fino al 1933 consentiva l'interscambio con la tranvia Brescia-Mantova-Ostiglia, è stata sostituita da una nuova fermata, mentre quella di Revere è stata disattivata. Revere Scalo e il vecchio tracciato tra quest'impianto e la stazione di Poggio Rusco rimangono attivi in regime di raccordo.
Presso Poggio Rusco avviene l'interscambio con la linea ferroviaria regionale Suzzara-Ferrara e si verifica il cambio della competenza territoriale tra il compartimento di Verona e quello di Bologna.
La linea prosegue per San Felice sul Panaro, effettuando una curva per servire la cittadina di Mirandola, servita da un'apposita fermata presso cui negli anni 1904-1927 avveniva l'interscambio con la tranvia di Mirandola, quindi s'immette nel rettilineo che porta alla stazione di Crevalcore. In questo tratto si trovano la fermata di Camposanto, presso il ponte sul Panaro, e la vecchia stazione di Bolognina, dismessa definitivamente con l'apertura del nuovo raddoppio. A Crevalcore avveniva l'incrocio con la dismessa ferrovia Ferrara-Modena gestita dalla Società Veneta.
Dopo Crevalcore la ferrovia piega decisamente verso sud-est su un percorso parallelo a quello della ex strada statale 568 di Crevalcore passando per San Giovanni in Persiceto e Tavernelle d'Emilia. Presso la vecchia stazione di San Giovanni in Persiceto si diramava fino alla seconda guerra mondiale un raccordo della Modena – Ferrara diretto a Decima; dopo l'apertura del raddoppio l'impianto è stato tramutato in semplice fermata, mentre più a nord è stato aperto un Posto di comunicazione denominato P.C. Persiceto Nord, con compiti analoghi a quelli di Verona Ca' di David e di Ostiglia Nord.
Poco prima di giungere a Tavernelle, il cui impianto negli ultimi anni è stato tramutato in posto di movimento, il nuovo tracciato passa sopra un viadotto sul quale è posta la nuova fermata di Osteria Nuova. Dopo il posto di movimento di Tavernelle, il percorso prosegue in rettifilo verso la stazione di Santa Viola, ex Bivio. Lungo questo tratto, presso il Bivio Tavernelle, è presente la diramazione verso la linea di cintura di Bologna. Quest'ultima linea ferroviaria sovrappassava la Verona-Bologna all'altezza dell'abitato di Calderara: dopo l'allargamento dell'Aeroporto di Bologna-Borgo Panigale avviene il contrario, dato che la linea di cintura corre in trincea sotto l'estrema parte occidentale della pista di atterraggio. Poco più a nord di questo sovrappasso, è presente la fermata di Calderara-Bargellino, attiva dal 15 settembre 2008.
Da Santa Viola la ferrovia si affianca alle linee provenienti da Pistoia (la ferrovia Porrettana) e da Milano (la storica linea, detta Tradizionale, per giungere presso la stazione di Bologna Centrale, dove avvengono le interconnessioni con le linee per Firenze, per Ancona e per Padova.

## Traffico
Il servizio passeggeri regionale è gestito da Trenitalia per le relazioni da Bologna a Verona e da Trenitalia Tper per le relazioni limitate al tratto emiliano (Poggio Rusco-Bologna).
Per quanto riguarda la lunga percorrenza la linea è percorsa dai treni Frecciarossa e InterCity di Trenitalia, dagli Italo di NTV e dagli EuroCity della joint venture DB-ÖBB-Trenord.
Il traffico merci è invece gestito da diverse società.

### Esplicative
1. ↑  Negli ultimi anni, la stazione di Bolognina era divenuta posto di movimento e quindi chiusa al servizio viaggiatori.

### Bibliografiche
1. ↑   RFI - Rete in esercizio (PDF), su site.rfi.it. URL consultato il 30 novembre 2008 (archiviato dall'url originale il 22 luglio 2011).
2. 1 2 3 4 5 6 7   Sviluppo delle ferrovie italiane dal 1839 al 31 dicembre 1926, Roma, Ufficio Centrale di Statistica delle Ferrovie dello Stato, 1927. Vedi  Alessandro Tuzza, Trenidicarta.it, 1997-2007. URL consultato il 30 novembre 2008.
3. ↑  Il tratto fu aperto nell'ambito della linea ferroviaria Verona–Mantova progettata da Luigi Negrelli per conto dell'Impero austriaco. Vedi  Tindaro Gatani, Luigi Negrelli: ingegnere trentino ed europeo, Messina, EDAS, 2000.
4. ↑  Legge 29 luglio 1879, n. 5002, in materia di Costruzione di nuove linee di completamento della rete ferroviaria del Regno. Tabella C. Punto 11.
5. ↑   Alessandro Muratori, Ferrovia Suzzara-Ferrara: passato presente futuro in cento anni di esercizio, Rivoltella, Editoriale del Garda, 1988,  p. 6, ISBN 88-85105-00-9.
6. ↑   Fernando De Falco, Il raddoppio della Verona-Bologna, in La Tecnica Professionale, vol. 10, 2008,  p. 32.
7. ↑  RFI S.p.A. Circolare compartimentale di Bologna CC 18/2005. p. 2.
8. ↑  RFI S.p.A. Circolare compartimentale di Bologna CC 15/2006.
9. ↑  RFI S.p.A. Circolare compartimentale di Bologna CC 04/2007. pp. 1-7.
10. ↑  RFI S.p.A. Circolare compartimentale di Bologna CC 24/2008. pp. 3-6.
11. ↑  Impianti FS, in "I Treni" n. 310 (dicembre 2008), p. 7
12. ↑  RFI S.p.A. Circolare compartimentale di Verona CC 37/2008. pp. 3-7.
13. ↑  RFI S.p.A. Circolare compartimentale di Verona CC 13/2009. p. 2.
14. ↑  RFI S.p.A. Circolare compartimentale di Bologna CC 32/2008. p. 2.
15. 1 2 3   Impianti FS, in I Treni, anno XXV, n. 275, Salò, Editrice Trasporti su Rotaie, novembre 2005,  p. 7, ISSN 0392-4602 (WC · ACNP).
16. ↑   Ciclovia del Sole: tratto ex ferrovia Bologna-Verona: Approvato l'accordo per avviare l'opera da 5 milioni di euro, su Città metropolitana di Bologna, 27 luglio 2017.
17. ↑  RFI - CT VR 32/2024
18. ↑  Situazione al 2024.
19. 1 2 3 4 5 6 7  Ferrovie dello Stato, Ordine di servizio n. 130, 1941.
20. ↑  Ferrovie dello Stato, Ordine di servizio n. 17, 1916.
21. ↑  Ferrovie dello Stato, Ordine di servizio n. 56, 1950.
22. ↑  Impianti FS, in I Treni n. 306 (Luglio 2008), p. 6